# Tandoor

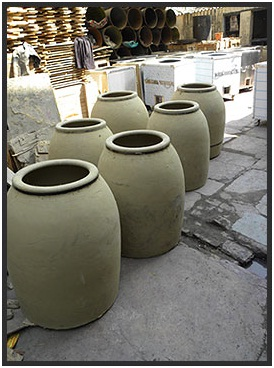
Gebakken potten die als tandoor gebruikt zullen gaan worden

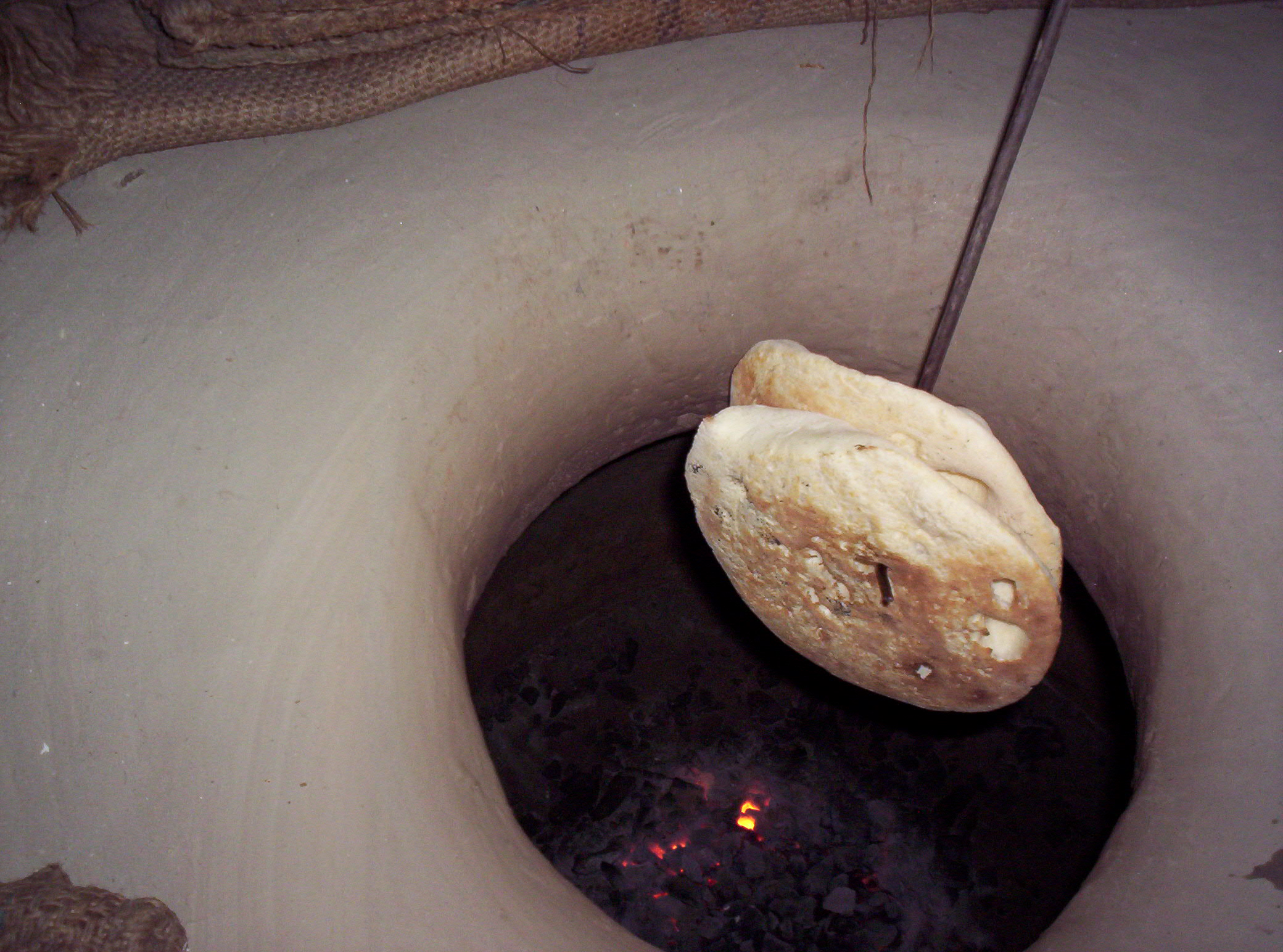
Roti's in een tandoor

Een tandoor is een kleioven uit de Aziatische keuken. Er bestaan twee varianten: De eerste variant is een cilindervormige kuil in de grond. De tweede variant is een gemetselde of aardewerken ton, die ook wel een tonir wordt genoemd.
De werking lijkt op die van een steenoven, met als belangrijkste verschil dat de tandoor een opening aan de bovenzijde heeft in plaats van aan de zijkant, zoals bij een steenoven.
Onder in de oven wordt hout of gloeiende houtskool gelegd. Als de oven na twee uur voorverwarmen gloeiend heet is, wordt het gerecht erin geplaatst. Broden, zoals roti en naan, worden tegen de zijkanten gedrukt en vlees, zoals kip tandoori, wordt op spiesen boven de kolen geplaatst.

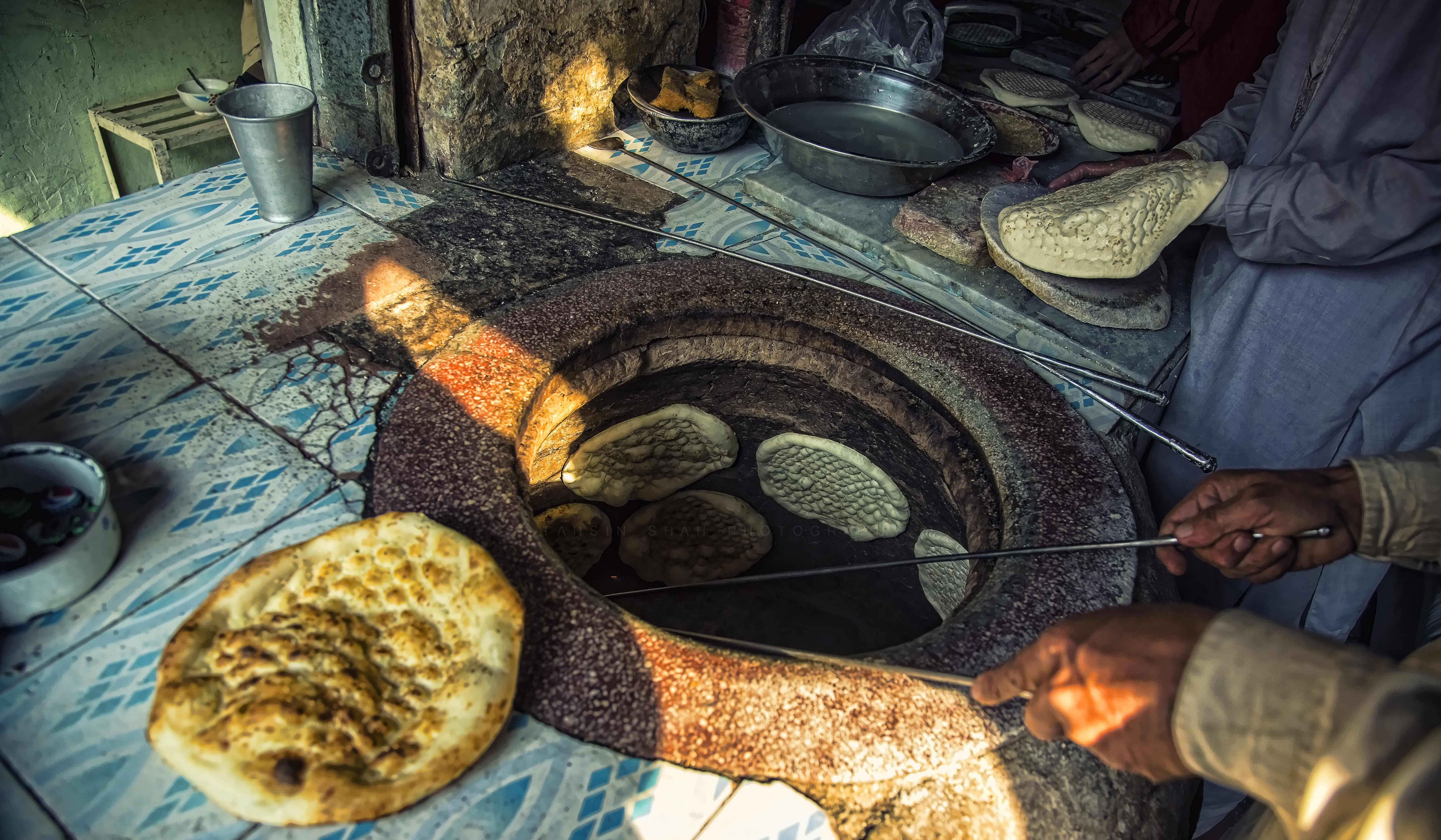
Een Tandoor, ook wel tannour genoemd, is een cilindrische klei of metaaloven die wordt gebruikt bij het koken en bakken in Pakistan en andere Aziatische landen